# Liga del Sur 2022
El Torneo Oficial Primera A de la Liga del Sur 2022, denominada oficialmente «Jorge Piotrowsky», y el Torneo Promocional 2022, también llamado Primera B, denominado «Claudio Apud», es la 120° centésimo vigésimo temporada de los torneos organizados por la Liga del Sur (Bahía Blanca).
El Torneo Apertura del Torneo Oficial inició el 6 de marzo y finalizó el 3 de julio, dejando como campeón a Tiro Federal, al ganarle por 3-0 a Huracán. Mientras que el Torneo Promocional, inició el 5 de marzo y finalizó el 9 de julio, arrojando como ganador a La Armonía venciendo por penales 4-3 (empate 1-1 en los 120 minutos) a Libertad.
El Torneo Clausura inició el 17 de julio en el Torneo Oficial y finalizó el 4 de diciembre, quedando Liniers se quedó con el clausura y jugó una final anual contra Tiro Federal (Campeón del Torneo Apertura). La final anual se jugó el 11 de diciembre (ida) y el 17 de diciembre (vuelta), dejando como campeón al conjunto aurivioleta, tras vencer 3-2 en el global al chivo (2-1 en la ida y 1-1 en la vuelta).
El Torneo Clausura también inició el 17 de julio en el Torneo Promocional, y finalizó el 3 de diciembre dejando como ganador a La Armonía tras ganar la finalisima ante libertad por 2-1 en el Dr. Alejandro Pérez (Liniers) y con ello, su ascenso a la primera categoría.

## Equipos participantes
| Equipo                                         | Ciudad               | Estadio                 | Capacidad |
| ---------------------------------------------- | -------------------- | ----------------------- | --------- |
| Club Olimpo (A)                                | Bahía Blanca         | Roberto N. Carminati    | 18000     |
| Club Atlético Liniers (A)                      | Bahía Blanca         | Dr. Alejandro Perez     | 7000      |
| Club Atlético Pacífico (B)                     | Bahía Blanca         | Adolfo Pirola           | 2500      |
| Club Villa Mitre (A)                           | Bahía Blanca         | El Fortín               | 6000      |
| Club Bella Vista (A)                           | Bahía Blanca         | Ignacio Nicolás         | 4500      |
| Club Tiro Federal (A)                          | Bahía Blanca         | Onofre Pirrone          | 3500      |
| Club Atlético Libertad (B)                     | Bahía Blanca         | Manuel Manzano          | 2500      |
| Club Deportivo La Armonía (B)                  | Bahía Blanca         | Hermanos Francani       | 1500      |
| Club Deportivo San Francisco (B)               | Bahía Blanca         | Gustavo Novoa           | 1500      |
| Club Rosario Puerto Belgrano (B)               | Punta Alta           | El Coloso de Cemento    | 18000     |
| Club Atlético Sporting (A)                     | Punta Alta           | Enrique Mendizábal      | 12000     |
| Club Atlético Puerto Comercial (A)             | Ingeniero White      | Club Puerto Comercial   | 3000      |
| Club Atlético Huracán (A)                      | Ingeniero White      | Bruno Lentini           | 2500      |
| Club Atlético Sansinena Social y Deportivo (B) | General Daniel Cerri | Luis Molina             | 1500      |
| Club Atlético Pacífico (B)                     | Cabildo              | Carlos Alberto Angelini | 1000      |

## Formato de disputa

### Torneo Oficial Primera A
El torneo se disputa por el sistema de todos contra todos, en dos ruedas. Ambas constituyen dos torneos separados, llamados Apertura y Clausura. En caso de que un mismo equipo obtenga ambos torneos, será declarado campeón.
El equipo que quede primero en ambos torneos, tendrá una ventaja de jugar una final extra en caso de que este, pierda en los Playoffs.
Los equipos que queden entre el 1° y el 4° puesto pasaran a los playoffs, enfrentándose el 1° contra el 4°, y el 2° contra el 3°. Los ganadores clasificarán a la final de los Playoffs y el ganador será el campeón del Apertura o Clausura. En el caso de que suceda lo anterior mencionado, el equipo ganador de los Playoffs, jugara una final contra el primero de la tabla y el ganador de esa final, se lo considerara campeón, ya sea del apertura o del clausura.
Si los ganadores de ambos torneos son dos equipos diferentes se disputará una final anual a partido ida y vuelta, jugándose primero en la cancha del ganador del apertura, y en la vuelta en la cancha del ganador del torneo clausura.
El peor equipo de la tabla acumulada descendera al Torneo Promocional, mientras que el equipo que quede anteúltimo jugará contra el mejor de la tabla acumulada del Torneo Promocional por la permanencia.

### Torneo Promocional
Igual al de Primera, se disputa por el sistema de todos contra todos, en dos ruedas. Ambas constituyen dos torneos separados, llamados Apertura y Clausura. En caso de que un mismo equipo obtenga ambos torneos, será declarado campeón y ascenderá a la Primera A.
Los equipos que queden entre el 1° y el 4° puesto pasaran a los playoffs, enfrentándose el 1° contra el 4°, y el 2° contra el 3°. Los ganadores clasificarán a la final de los Playoffs y el ganador será el campeón del Apertura o Clausura. En el caso de que suceda lo anterior mencionado, el equipo ganador de los Playoffs, jugara una final contra el primero de la tabla y el ganador de esa final, se lo considerara campeón, ya sea del apertura o del clausura.
Si los ganadores de ambos torneos son dos equipos diferentes se disputará una final anual a partido ida y vuelta, jugándose primero en la cancha del ganador del apertura, y en la vuelta en la cancha del ganador del torneo clausura.
El mejor equipo de la tabla acumulada jugará un repechaje contra el segundo peor equipo de la tabla acumulada de la Primera A por el ascenso.

## Torneo Apertura

### Torneo Oficial Primera A

#### Tabla de posiciones final
| Pos. | Equipo           | Pts. | PJ | PG | PE | PP | GF | GC | Dif. |
| ---- | ---------------- | ---- | -- | -- | -- | -- | -- | -- | ---- |
| 1.º  | Tiro Federal     | 27   | 14 | 8  | 3  | 3  | 18 | 16 | 2    |
| 2.º  | Sporting         | 23   | 14 | 7  | 2  | 5  | 26 | 16 | 10   |
| 3.º  | Huracán (IW)     | 21   | 14 | 6  | 3  | 5  | 23 | 18 | 5    |
| 4.º  | Bella Vista      | 20   | 14 | 6  | 2  | 6  | 18 | 20 | −2   |
| 5.º  | Olimpo           | 18   | 14 | 5  | 3  | 6  | 16 | 16 | 0    |
| 6.º  | Villa Mitre      | 17   | 14 | 5  | 2  | 7  | 18 | 21 | −3   |
| 7.º  | Puerto Comercial | 15   | 14 | 3  | 6  | 5  | 18 | 23 | −5   |
| 8.º  | Liniers          | 15   | 14 | 4  | 3  | 7  | 13 | 20 | −7   |

|  | Clasificados a los Playoffs. |

#### Primera Rueda
| Equipo / Fecha   | 1   | 2   | 3   | 4   | 5   | 6   | 7   | 8   | 9   | 10  | 11  | 12  | 13  | 14  |
| ---------------- | --- | --- | --- | --- | --- | --- | --- | --- | --- | --- | --- | --- | --- | --- |
| Bella Vista      | 3.° | 8.° | 8.° | 8.° | 8.° | 8.° | 7.° | 5.° | 2.° | 5.° | 5.° | 4.° | 4.° | 4.° |
| Huracan (IW)     | 5.° | 4.° | 4.° | 6.° | 5.° | 7.° | 6.° | 8.° | 5.° | 4.° | 3.° | 3.° | 2.° | 3.° |
| Liniers          | 7.° | 4.° | 4.° | 3.° | 1.° | 2.° | 3.° | 4.° | 6.° | 7.° | 7.° | 8.° | 8.° | 8.° |
| Olimpo           | 8.° | 7.° | 7.° | 5.° | 7.° | 4.° | 4.° | 3.° | 3.° | 3.° | 4.° | 5.° | 6.° | 5.° |
| Puerto Comercial | 5.° | 4.° | 6.° | 7.° | 6.° | 6.° | 8.° | 6.° | 7.° | 6.° | 6.° | 7.° | 7.° | 7.° |
| Sporting         | 1.° | 1.° | 2.° | 1.° | 3.° | 3.° | 2.° | 2.° | 4.° | 2.° | 2.° | 2.° | 3.° | 2.° |
| Tiro Federal     | 2.° | 2.° | 3.° | 2.° | 2.° | 1.° | 1.° | 1.° | 1.° | 1.° | 1.° | 1.° | 1.° | 1.° |
| Villa Mitre      | 3.° | 3.° | 1.° | 4.° | 4.° | 5.° | 5.° | 7.° | 8.° | 8.° | 8.° | 6.° | 5.° | 6.° |

| Olimpo       | 1 - 3 | Sporting         | Roberto N. Carminati    | 6 de marzo | 16:30 |
| Tiro Federal | 2 - 1 | Liniers          | Onofre Pirrone          | 6 de marzo | 16:30 |
| Bella Vista  | 1 - 1 | Villa Mitre      | Hermanos Francani       | 6 de marzo | 16:30 |
| Huracan (IW) | 0 - 0 | Puerto Comercial | Carlos Alberto Angelini | 6 de marzo | 16:30 |

| Sporting         | 4 - 1 | Bella Vista  | Enrique Mendizabal    | 13 de marzo | 16:00 |
| Villa Mitre      | 4 - 3 | Huracán (IW) | Manuel Manzano        | 13 de marzo | 16:00 |
| Puerto Comercial | 1 - 2 | Tiro Federal | Club Puerto Comercial | 13 de marzo | 16:00 |
| Liniers          | 1 - 1 | Olimpo       | Dr. Alejandro Perez   | 13 de marzo | 16:00 |

| Tiro Federal | 0 - 1 | Villa Mitre      | Onofre Pirrone       | 19 de marzo | 16:00 |
| Olimpo       | 1 - 1 | Puerto Comercial | Roberto N. Carminati | 20 de marzo | 16:00 |
| Liniers      | 2 - 1 | Sporting         | Dr. Alejandro Perez  | 20 de marzo | 16:00 |
| Huracán (IW) | 3 - 2 | Bella Vista      | Bruno Lentini        | 20 de marzo | 16:00 |

| Liniers      | 4 - 3 | Puerto Comercial | Dr. Alejandro Perez  | 2 de abril | 16:00 |
| Olimpo       | 1 - 0 | Villa Mitre      | Roberto N. Carminati | 2 de abril | 16:00 |
| Tiro Federal | 2 - 1 | Bella Vista      | Onofre Pirrone       | 3 de abril | 16:00 |
| Sporting     | 2 - 1 | Huracán (IW)     | Enrique Mendizabal   | 3 de abril | 16:00 |

| Puerto Comercial | 3 - 2 | Sporting     | Club Puerto Comercial | 9 de abril  | 15:30 |
| Bella Vista      | 1 - 0 | Olimpo       | Gustavo Novoa         | 10 de abril | 11:00 |
| Huracán (IW)     | 2 - 2 | Tiro Federal | Bruno Lentini         | 10 de abril | 15:30 |
| Villa Mitre      | 1 - 2 | Liniers      | El Fortín             | 11 de abril | 15:30 |

| Huracán (IW)     | 0 - 3 | Olimpo       | Bruno Lentini           | 23 de abril | 15:30 |
| Liniers          | 1 - 1 | Bella Vista  | Carlos Alberto Angelini | 23 de abril | 15:30 |
| Puerto Comercial | 0 - 0 | Villa Mitre  | Club Puerto Comercial   | 24 de abril | 15:30 |
| Sporting         | 0 - 0 | Tiro Federal | Enrique Mendizabal      | 24 de abril | 15:30 |

| Tiro Federal | 1 - 0 | Olimpo           | Onofre Pirrone  | 1 de mayo | 11:00 |
| Bella Vista  | 1 - 0 | Puerto Comercial | Ignacio Nicolás | 1 de mayo | 15:30 |
| Huracán (IW) | 2 - 1 | Liniers          | Bruno Lentini   | 1 de mayo | 15:30 |
| Villa Mitre  | 0 - 2 | Sporting         | El Fortín       | 1 de mayo | 15:30 |

| Liniers          | 0 - 2 | Tiro Federal | Dr. Alejandro Perez   | 7 de mayo | 15:00 |
| Villa Mitre      | 1 - 2 | Bella Vista  | El Fortín             | 8 de mayo | 15:00 |
| Sporting         | 0 - 1 | Olimpo       | Enrique Mendizabal    | 8 de mayo | 15:00 |
| Puerto Comercial | 2 - 1 | Huracán (IW) | Club Puerto Comercial | 8 de mayo | 15:00 |

| Bella Vista  | 1 - 0 | Sporting         | Ignacio Nicolás | 14 de mayo | 15:00 |
| Huracán (IW) | 4 - 0 | Villa Mitre      | Bruno Lentini   | 14 de mayo | 15:00 |
| Tiro Federal | 2 - 2 | Puerto Comercial | Onofre Pirrone  | 14 de mayo | 15:00 |
| Olimpo       | 1 - 0 | Liniers          | Manuel Manzano  | 14 de mayo | 15:00 |

| Villa Mitre      | 0 - 1 | Tiro Federal | El Fortín             | 21 de mayo | 15:00 |
| Puerto Comercial | 2 - 2 | Olimpo       | Club Puerto Comercial | 21 de mayo | 15:00 |
| Sporting         | 3 - 0 | Liniers      | Enrique Mendizabal    | 21 de mayo | 15:00 |
| Bella Vista      | 0 - 4 | Huracán (IW) | Ignacio Nicolás       | 22 de mayo | 11:00 |

| Puerto Comercial | 0 - 0 | Liniers      | Club Puerto Comercial | 28 de mayo | 15:00 |
| Villa Mitre      | 3 - 0 | Olimpo       | El Fortín             | 28 de mayo | 15:00 |
| Bella Vista      | 1 - 2 | Tiro Federal | Ignacio Nicolás       | 28 de mayo | 15:00 |
| Huracán (IW)     | 1 - 1 | Sporting     | Bruno Lentini         | 29 de mayo | 15:00 |

| Tiro Federal | 0 - 1 | Huracán (IW)     | Onofre Pirrone      | 4 de junio | 15:00 |
| Liniers      | 0 - 1 | Villa Mitre      | Dr. Alejandro Perez | 5 de junio | 11:30 |
| Sporting     | 3 - 1 | Puerto Comercial | Enrique Mendizabal  | 5 de junio | 15:00 |
| Olimpo       | 0 - 3 | Bella Vista      | Manuel Manzano      | 5 de junio | 15:00 |

| Villa MItre  | 4 - 1 | Puerto Comercial | El Fortín      | 11 de junio | 14:00 |
| Olimpo       | 0 - 1 | Huracán (IW)     | Luis Molina    | 11 de junio | 15:00 |
| Bella Vista  | 2 - 0 | Liniers          | Luis Molina    | 12 de junio | 11:00 |
| Tiro Federal | 2 - 1 | Sporting         | Onofre Pirrone | 12 de junio | 15:00 |

| Sporting         | 4 - 2 | Villa Mitre  | Enrique Mendizabal    | 17 de junio | 14:00 |
| Puerto Comercial | 2 - 1 | Bella Vista  | Club Puerto Comercial | 17 de junio | 15:00 |
| Liniers          | 1 - 0 | Huracán (IW) | Dr. Alejandro Perez   | 17 de junio | 15:00 |
| Olimpo           | 5 - 0 | Tiro Federal | Roberto N. Carminati  | 18 de junio | 15:00 |

| 1. 2. |

### Playoffs
|  | Semifinales           | Semifinales           | Semifinales           |              |              | Final        | Final      | Final      |  |
|  | Del 25 al 26 de junio | Del 25 al 26 de junio | Del 25 al 26 de junio |              |              | 3 de julio   | 3 de julio | 3 de julio |  |
|  |                       |                       |                       |              |              |              |            |            |  |
|  |                       |                       |                       |              |              |              |            |            |  |
|  | Tiro Federal          | Tiro Federal          | 2(4)                  |              |              |              |            |            |  |
|  | Tiro Federal          | Tiro Federal          | 2(4)                  |              |              |              |            |            |  |
|  | Bella Vista           | Bella Vista           | 2(2)                  |              |              |              |            |            |  |
|  | Bella Vista           | Bella Vista           | 2(2)                  |              | Tiro Federal | Tiro Federal | 3          |            |  |
|  |                       |                       |                       |              | Tiro Federal | Tiro Federal | 3          |            |  |
|  |                       |                       | Huracán (IW)          | Huracán (IW) | 0            |              |            |            |  |
|  | Sporting              | Sporting              | Huracán (IW)          | Huracán (IW) | 0            | 0            |            |            |  |
|  | Sporting              | Sporting              |                       |              |              | 0            |            |            |  |
|  | Huracán (IW)          | Huracán (IW)          | 2                     |              |              |              |            |            |  |
|  | Huracán (IW)          | Huracán (IW)          | 2                     |              |              |              |            |            |  |
|  |                       |                       |                       |              |              |              |            |            |  |

## Semifinales
Se enfrentarán los primeros 4 equipos mejores posicionados , según la tabla de ordenamiento (1 con 4 y 2 con 3). Los partidos se jugaron en la cancha de los 2 primeros. Los dos ganadores pasarán a la siguiente fase.
| Semifinales  | Semifinales   | Semifinales  | Semifinales        | Semifinales | Semifinales | Semifinales       |
| Local        | Resultado     | Visitante    | Estadio            | Fecha       | Hora        | Árbitro           |
| ------------ | ------------- | ------------ | ------------------ | ----------- | ----------- | ----------------- |
| Tiro Federal | (4) 0 - 0 (2) | Bella Vista  | Onofre Pirrone     | 25 de junio | 15:00       | Lucas de Dios     |
| Sporting     | 0 - 2         | Huracán (IW) | Enrique Mendizabal | 26 de junio | 15:00       | Sebastián Navarro |

## Final
La disputaron los ganadores de las semifinales. Se jugó en la cancha del mejor posicionado. El ganador se quedó con el Torneo Apertura.
| Final                                                 | Final     | Final        | Final          | Final      | Final | Final        |
| Local                                                 | Resultado | Visitante    | Estadio        | Fecha      | Hora  | Árbitro      |
| ----------------------------------------------------- | --------- | ------------ | -------------- | ---------- | ----- | ------------ |
| Tiro Federal                                          | 3 - 0     | Huracán (IW) | Onofre Pirrone | 3 de julio | 15:00 | Marcos Gómez |
| Tiro Federal se consagra campeón del Torneo Apertura. |           |              |                |            |       |              |

### Torneo Promocional (Primera B)

#### Tabla de posiciones final
| Pos. | Equipo        | Pts. | PJ | PG | PE | PP | GF | GC | Dif. |
| ---- | ------------- | ---- | -- | -- | -- | -- | -- | -- | ---- |
| 1.º  | La Armonía    | 25   | 12 | 7  | 4  | 1  | 19 | 10 | 9    |
| 2.º  | Libertad      | 24   | 12 | 7  | 3  | 2  | 28 | 7  | 21   |
| 3.º  | Sansinena     | 21   | 12 | 6  | 3  | 3  | 16 | 17 | −1   |
| 4.º  | San Francisco | 14   | 12 | 3  | 5  | 4  | 16 | 18 | −2   |
| 5.º  | Pacífico (BB) | 10   | 12 | 2  | 4  | 6  | 16 | 23 | −7   |
| 6.º  | Rosario PB    | 10   | 12 | 2  | 4  | 6  | 11 | 21 | −10  |
| 7.º  | Pacífico (C)  | 8    | 12 | 1  | 5  | 6  | 14 | 24 | −10  |

|  | Clasificados a los Playoffs. |

###### Evolución de las Posiciones
| Equipo / Fecha | 1   | 2   | 3   | 4   | 5   | 6   | 7   | 8   | 9   | 10  | 11  | 12  | 13  | 14  |
| -------------- | --- | --- | --- | --- | --- | --- | --- | --- | --- | --- | --- | --- | --- | --- |
| La Armonía     | 3.° | 6.° | 3.° | 2.° | 3.° | 2.° | 3.° | 3.° | 3.° | 2.° | 2.° | 1.° | 1.° | 1.° |
| Libertad       | 1.° | 1.° | 1.° | 1.° | 1.° | 1.° | 1.° | 1.° | 2.° | 1.° | 1.° | 2.° | 2.° | 2.° |
| Pacifico (BB)  | 5.° | 7.° | 6.° | 6.° | 6.° | 6.° | 5.° | 5.° | 6.° | 6.° | 6.° | 7.° | 7.° | 5.° |
| Pacifico (C)   | 3.° | 5.° | 7.° | 7.° | 7.° | 7.° | 7.° | 7.° | 7.° | 7.° | 7.° | 6.° | 6.° | 7.° |
| Rosario PB     | 6.° | 3.° | 2.° | 3.° | 4.° | 4.° | 4.° | 4.° | 5.° | 5.° | 5.° | 5.° | 5.° | 6.° |
| Sansinena      | 2.° | 2.° | 4.° | 4.° | 2.° | 3.° | 2.° | 2.° | 1.° | 3.° | 3.° | 3.° | 3.° | 3.° |
| San Francisco  | -   | 4.° | 5.° | 5.° | 5.° | 5.° | 6.° | 6.° | 4.° | 4.° | 4.° | 4.° | 4.° | 4.° |

##### Resultados
| Pacífico (C)         | 0 - 0 | La Armonía    | Carlos Alberto Angelini | 5 de marzo | 16:30 |
| Sansinena            | 1 - 0 | Pacífico (BB) | Luis Molina             | 5 de marzo | 16:30 |
| Rosario PB           | 0 - 6 | Libertad      | El Coloso de Cemento    | 6 de marzo | 16:30 |
| Libre: San Francisco |       |               |                         |            |       |

| Libertad            | 5 - 0 | Sansinena     | Manuel Manzano    | 12 de marzo | 16:00 |
| La Armonía          | 2 - 3 | Rosario PB    | Hermanos Francani | 12 de marzo | 16:00 |
| Pacífico (BB)       | 1 - 1 | San Francisco | Onofre Pirrone    | 13 de marzo | 16:00 |
| Libre: Pacífico (C) |       |               |                   |             |       |

| Sansinena            | 0 - 2 | La Armonía   | Luis Molina          | 19 de marzo | 16:00 |
| San Francisco        | 1 - 1 | Libertad     | Gustavo Novoa        | 20 de marzo | 16:00 |
| Rosario PB           | 2 - 0 | Pacífico (C) | El Coloso de Cemento | 20 de marzo | 16:00 |
| Libre: Pacífico (BB) |       |              |                      |             |       |

| Sansinena         | 3 - 2 | Pacífico (C) | Luis Molina   | 2 de abril | 16:00 |
| San Francisco     | 1 - 2 | La Armonía   | Gustavo Novoa | 2 de abril | 16:00 |
| Pacífico (BB)     | 0 - 1 | Libertad     | Adolfo Pirola | 3 de abril | 16:00 |
| Libre: Rosario PB |       |              |               |            |       |

| La Armonía      | 1 - 1 | Pacífico (BB) | Hermanos Francani       | 14 de abril | 15:30 |
| Sansinena       | 1 - 0 | Rosario PB    | Luis Molina             | 14 de abril | 15:30 |
| Pacífico (C)    | 0 - 1 | San Francisco | Carlos Alberto Angelini | 15 de abril | 15:30 |
| Libre: Libertad |       |               |                         |             |       |

| Libertad         | 1 - 1 | La Armonía   | Manuel Manzano | 23 de abril | 15:30 |
| San Francisco    | 1 - 1 | Rosario PB   | Gustavo Novoa  | 24 de abril | 15:30 |
| Pacífico (BB)    | 3 - 0 | Pacífico (C) | Adolfo Pirola  | 24 de abril | 15:30 |
| Libre: Sansinena |       |              |                |             |       |

| Pacífico (C)      | 1 - 1 | Libertad      | Carlos Alberto Angelini | 30 de abril | 14:00 |
| Rosario PB        | 2 - 2 | Pacífico (BB) | El Coloso de Cemento    | 1 de mayo   | 15:30 |
| Sansinena         | 3 - 2 | San Francisco | Luis Molina             | 1 de mayo   | 15:30 |
| Libre: La Armonía |       |               |                         |             |       |

| La Armonía       | 3 - 2 | Pacífico (C) | Hermanos Francani | 7 de mayo | 15:00 |
| Pacífico (BB)    | 2 - 4 | Sansinena    | Adolfo Pirola     | 8 de mayo | 15:00 |
| Libertad         | 3 - 0 | Rosario PB   | Manuel Manzano    | 8 de mayo | 15:00 |
| Libre: Sansinena |       |              |                   |           |       |

| San Francisco       | 3 - 2 | Pacífico (BB) | Gustavo Novoa        | 14 de mayo | 11:00 |
| Sansinena           | 1 - 0 | Libertad      | Luis Molina          | 14 de mayo | 15:00 |
| Rosario PB          | 0 - 1 | La Armonía    | El Coloso de Cemento | 15 de mayo | 15:00 |
| Libre: Pacífico (C) |       |               |                      |            |       |

| Libertad             | 1 - 0 | San Francisco | Manuel Manzano          | 21 de mayo | 15:00 |
| La Armonía           | 1 - 0 | Sansinena     | Hermanos Francani       | 21 de mayo | 15:00 |
| Pacífico (C)         | 1 - 1 | Rosario PB    | Carlos Alberto Angelini | 22 de mayo | 13:00 |
| Libre: Pacífico (BB) |       |               |                         |            |       |

| La Armonía        | 2 - 2 | San Francisco | Hermanos Francani       | 28 de mayo | 15:00 |
| Pacífico (C)      | 1 - 1 | Sansinena     | Carlos Alberto Angelini | 29 de mayo | 15:00 |
| Libertad          | 4 - 1 | Pacífico (BB) | Manuel Manzano          | 29 de mayo | 15:00 |
| Libre: Rosario PB |       |               |                         |            |       |

| Rosario PB      | 1 - 1 | Sansinena    | El Coloso de Cemento | 4 de junio | 15:00 |
| San Francisco   | 1 - 3 | Pacífico (C) | Gustavo Novoa        | 5 de junio | 11:00 |
| Pacífico (BB)   | 0 - 3 | La Armonía   | Adolfo Pirola        | 5 de junio | 15:00 |
| Libre: Libertad |       |              |                      |            |       |

| Pacífico (C)     | 3 - 3 | Pacífico (BB) | Carlos Alberto Angelini | 11 de junio | 15:00 |
| La Armonía       | 1 - 0 | Libertad      | Hermanos Francani       | 12 de junio | 15:00 |
| Rosario PB       | 1 - 2 | San Francisco | El Coloso de Cemento    | 12 de junio | 15:00 |
| Libre: Sansinena |       |               |                         |             |       |

| Pacífico (BB)     | 1 - 0 | Rosario PB   | Adolfo Pirola  | 17 de junio | 15:00 |
| Libertad          | 5 - 1 | Pacífico (C) | Manuel Manzano | 17 de junio | 15:00 |
| San Francisco     | 1 - 1 | Sansinena    | Gustavo Novoa  | 18 de junio | 15:00 |
| Libre: La Armonía |       |              |                |             |       |

| 1. 2. |

### Playoffs
|  | Semifinales   | Semifinales   | Semifinales   |               |          | Final      | Final      | Final      |  |
|  | 25 de junio   | 25 de junio   | 25 de junio   |               |          | 2 de julio | 2 de julio | 2 de julio |  |
|  |               |               |               |               |          |            |            |            |  |
|  |               |               |               |               |          |            |            |            |  |
|  | Libertad      | Libertad      | 3             |               |          |            |            |            |  |
|  | Libertad      | Libertad      | 3             |               |          |            |            |            |  |
|  | Sansinena     | Sansinena     | 1             |               |          |            |            |            |  |
|  | Sansinena     | Sansinena     | 1             |               | Libertad | Libertad   | 0(7)       |            |  |
|  |               |               |               |               | Libertad | Libertad   | 0(7)       |            |  |
|  |               |               | San Francisco | San Francisco | 0(6)     |            |            |            |  |
|  | La Armonía    | La Armonía    | San Francisco | San Francisco | 0(6)     | 0(3)       |            |            |  |
|  | La Armonía    | La Armonía    |               |               |          | 0(3)       |            |            |  |
|  | San Francisco | San Francisco | 0(4)          |               |          |            |            |            |  |
|  | San Francisco | San Francisco | 0(4)          |               |          |            |            |            |  |
|  |               |               |               |               |          |            |            |            |  |

## Semifinales
Se enfrentaron los primeros 4 equipos mejores posicionados , según la tabla de ordenamiento (1 con 4 y 2 con 3). Los partidos se jugaron en la cancha de los 2 primeros. Los o ganadores pasaron a la siguiente fase.
| Semifinales | Semifinales   | Semifinales   | Semifinales       | Semifinales | Semifinales | Semifinales   |
| Local       | Resultado     | Visitante     | Estadio           | Fecha       | Hora        | Árbitro       |
| ----------- | ------------- | ------------- | ----------------- | ----------- | ----------- | ------------- |
| La Armonía  | (2) 0 - 0 (4) | San Francisco | Hermanos Francani | 25 de junio | 15:00       | Juan Vega     |
| Libertad    | 3 - 1         | Sansinena     | Manuel Manzano    | 25 de junio | 15:00       | Daniel Méndez |

## Final
La disputaron los ganadores de las semifinales. Se jugó en la cancha del mejor posicionado. El ganador se quedó con los Playoffs y se enfrentó contra La Armonía en la Finalisima.
| Final                                        | Final         | Final         | Final          | Final      | Final | Final            |
| Local                                        | Resultado     | Visitante     | Estadio        | Fecha      | Hora  | Árbitro          |
| -------------------------------------------- | ------------- | ------------- | -------------- | ---------- | ----- | ---------------- |
| Libertad                                     | (7) 0 - 0 (6) | San Francisco | Manuel Manzano | 2 de julio | 15:00 | Pablo Leguizamón |
| Libertad se consagra ganador de los Playoffs |               |               |                |            |       |                  |

## Finalisima
Se jugó entre el primero de la tabla (eliminado en semifinales), contra el ganador de los Playoffs. El ganador se consagró campeón del Apertura.
| 9 de julio, 14:30                                  | La Armonía                                                                                   | 1:1 (0:0, 0:0) (t. s.) (4:3 p.) | Libertad                                                                                             | Estadio El Fortín, Bahía Blanca |                              |
|                                                    | David Vega 120'                                                                              |                                 | Mariano Orsi 95'                                                                                     | Árbitro(s): Fernando Márquez    | Árbitro(s): Fernando Márquez |
|                                                    |                                                                                              | Tiros desde el punto penal      | |                                 |                              |
|                                                    | Julio Acosta · Axel Guevara · David Vega · Marcelo Soto · Walter Linares · Federico Belmonte |                                 | Nahuel Bardella · Jose Lincopan · Leonel Iriarte · Jonathan Arias · Juan Gutierrez · Jonathan Martin |                                 |                              |
| La Armonía se consagra campeón del Torneo Apertura |                                                                                              |                                 | |                                 |                              |

## Torneo Clausura

### Torneo Oficial Primera A

#### Tabla de posiciones final
| Pos. | Equipo           | Pts. | PJ | PG | PE | PP | GF | GC | Dif. |
| ---- | ---------------- | ---- | -- | -- | -- | -- | -- | -- | ---- |
| 1.º  | Tiro Federal     | 25   | 14 | 6  | 7  | 1  | 16 | 12 | 4    |
| 2.º  | Liniers          | 20   | 14 | 5  | 5  | 4  | 17 | 14 | 3    |
| 3.º  | Olimpo           | 19   | 14 | 4  | 7  | 3  | 17 | 12 | 5    |
| 4.º  | Huracán (IW)     | 17   | 14 | 4  | 5  | 5  | 18 | 20 | −2   |
| 5.º  | Villa Mitre      | 16   | 14 | 3  | 7  | 4  | 10 | 13 | −3   |
| 6.º  | Puerto Comercial | 16   | 14 | 4  | 4  | 6  | 18 | 23 | −5   |
| 7.º  | Bella Vista      | 15   | 14 | 5  | 3  | 6  | 20 | 20 | 0    |
| 8.º  | Sporting         | 15   | 14 | 3  | 6  | 5  | 15 | 17 | −2   |

|  | Clasifican a los Playoffs. |

| 1. |

###### Evolución de las Posiciones
| Equipo / Fecha   | 1   | 2   | 3   | 4   | 5   | 6   | 7   | 8   | 9   | 10  | 11  | 12  | 13  | 14  |
| ---------------- | --- | --- | --- | --- | --- | --- | --- | --- | --- | --- | --- | --- | --- | --- |
| Bella Vista      | 1.° | 4.° | 6.° | 6.° | 7.° | 7.° | 8.° | 7.° | 5.° | 4.° | 6.° | 7.° | 7.° | 7.° |
| Huracán (IW)     | 7.° | 7.° | 5.° | 5.° | 6.° | 6.° | 7.° | 3.° | 3.° | 5.° | 2.° | 4.° | 4.° | 4.° |
| Liniers          | 4.° | 5.° | 7.° | 7.° | 5.° | 4.° | 4.° | 5.° | 6.° | 6.° | 5.° | 3.° | 3.° | 2.° |
| Olimpo           | 2.° | 1.° | 2.° | 4.° | 3.° | 3.° | 3.° | 2.° | 2.° | 3.° | 4.° | 2.° | 2.° | 3.° |
| Puerto Comercial | 3.° | 3.° | 3.° | 2.° | 2.° | 2.° | 2.° | 4.° | 4.° | 2.° | 3.° | 5.° | 6.° | 6.° |
| Sporting         | 6.° | 5.° | 4.° | 3.° | 4.° | 5.° | 5.° | 6.° | 7.° | 7.° | 8.° | 6.° | 8.° | 8.° |
| Tiro Federal     | 4.° | 2.° | 1.° | 1.° | 1.° | 1.° | 1.° | 1.° | 1.° | 1.° | 1.° | 1.° | 1.° | 1.° |
| Villa Mitre      | 8.° | 8.° | 8.° | 8.° | 8.° | 8.° | 6.° | 8.° | 8.° | 8.° | 7.° | 8.° | 5.° | 5.° |

##### Resultados
| Olimpo       | 2 - 0 | Sporting         | Enrique Mendizabal | 17 de julio | 15:00 |
| Tiro Federal | 0 - 0 | Liniers          | Onofre Pirrone     | 17 de julio | 15:00 |
| Bella Vista  | 3 - 0 | Villa Mitre      | Ignacio Nicolás    | 17 de julio | 15:00 |
| Huracan (IW) | 1 - 3 | Puerto Comercial | Bruno Lentini      | 17 de julio | 15:00 |

| Liniers          | 2 - 2 | Olimpo       | Dr. Alejandro Perez   | 23 de julio | 15:00 |
| Villa Mitre      | 1 - 1 | Huracán (IW) | Manuel Manzano        | 24 de julio | 15:00 |
| Puerto Comercial | 1 - 2 | Tiro Federal | Club Puerto Comercial | 24 de julio | 15:00 |
| Sporting         | 2 - 0 | Bella Vista  | Enrique Mendizabal    | 24 de julio | 15:00 |

| Tiro Federal | 1 - 0 | Villa Mitre      | Onofre Pirrone       | 13 de agosto | 11:00 |
| Olimpo       | 1 - 1 | Puerto Comercial | Roberto N. Carminati | 13 de agosto | 15:30 |
| Liniers      | 1 - 1 | Sporting         | Dr. Alejandro Perez  | 14 de agosto | 15:30 |
| Huracán (IW) | 3 - 2 | Bella Vista      | Ignacio Nicolás      | 15 de agosto | 15:30 |

| Liniers      | 0 - 1 | Puerto Comercial | Dr. Alejandro Perez | 27 de agosto | 16:00 |
| Olimpo       | 0 - 0 | Villa Mitre      | Manuel Manzano      | 27 de agosto | 16:00 |
| Tiro Federal | 1 - 0 | Bella Vista      | Onofre Pirrone      | 28 de agosto | 16:00 |
| Sporting     | 3 - 0 | Huracán (IW)     | Enrique Mendizabal  | 28 de agosto | 16:00 |

| Villa Mitre      | 1 - 2 | Liniers      | El Fortín             | 3 de septiembre | 16:00 |
| Bella Vista      | 0 - 1 | Olimpo       | Gustavo Novoa         | 4 de septiembre | 16:00 |
| Huracán (IW)     | 2 - 3 | Tiro Federal | El Coloso de Cemento  | 4 de septiembre | 16:00 |
| Puerto Comercial | 2 - 0 | Sporting     | Club Puerto Comercial | 4 de septiembre | 16:00 |

| Liniers          | 3 - 0 | Bella Vista  | Dr. Alejandro Perez   | 10 de septiembre | 16:00 |
| Huracán (IW)     | 1 - 1 | Olimpo       | Onofre Pirrone        | 11 de septiembre | 11:00 |
| Sporting         | 1 - 1 | Tiro Federal | Enrique Mendizabal    | 11 de septiembre | 14:00 |
| Puerto Comercial | 0 - 0 | Villa Mitre  | Club Puerto Comercial | 11 de septiembre | 14:45 |

| Villa Mitre  | 1 - 0 | Sporting         | Manuel Manzano       | 17 de septiembre | 13:00 |
| Tiro Federal | 1 - 0 | Olimpo           | Onofre Pirrone       | 17 de septiembre | 17:00 |
| Bella Vista  | 4 - 1 | Puerto Comercial | Ignacio Nicolás      | 18 de septiembre | 16:00 |
| Huracán (IW) | 2 - 0 | Liniers          | El Coloso de Cemento | 18 de septiembre | 16:00 |

| Olimpo           | 0 - 0 | Sporting     | Onofre Pirrone        | 25 de septiembre | 13:00 |
| Puerto Comercial | 0 - 3 | Huracán (IW) | Club Puerto Comercial | 25 de septiembre | 16:00 |
| Liniers          | 0 - 1 | Tiro Federal | Dr. Alejandro Perez   | 25 de septiembre | 16:00 |
| Villa Mitre      | 0 - 0 | Bella Vista  | El Fortín             | 25 de septiembre | 17:00 |

| Huracán (IW) | 1 - 1 | Villa Mitre      | El Coloso de Cemento  | 1 de octubre | 16:00 |
| Tiro Federal | 2 - 2 | Puerto Comercial | Onofre Pirrone        | 1 de octubre | 16:30 |
| Bella Vista  | 3 - 1 | Sporting         | Ignacio Nicolás       | 2 de octubre | 16:00 |
| Olimpo       | 2 - 0 | Liniers          | Club Puerto Comercial | 2 de octubre | 16:00 |

| Bella Vista      | 2 - 0 | Huracán (IW) | El Coloso de Cemento | 8 de octubre  | 16:00 |
| Puerto Comercial | 3 - 1 | Olimpo       | Roberto N. Carminati | 8 de octubre  | 16:00 |
| Sporting         | 1 - 1 | Liniers      | Enrique Mendizabal   | 9 de octubre  | 16:00 |
| Villa Mitre      | 0 - 0 | Tiro Federal | El Fortín            | 10 de octubre | 16:00 |

| Huracán (IW)     | 1 - 0 | Sporting     | Luis Molina           | 13 de octubre  | 16:00 |
| Puerto Comercial | 0 - 2 | Liniers      | Club Puerto Comercial | 15 de octubre  | 16:00 |
| Villa Mitre      | 2 - 1 | Olimpo       | El Fortín             | 16 de octubre  | 11:00 |
| Bella Vista      | 1 - 0 | Tiro Federal | Luis Molina           | 5 de noviembre | 16:00 |

| Liniers      | 1 - 0 | Villa Mitre      | Dr. Alejandro Perez  | 22 de octubre | 11:00 |
| Tiro Federal | 1 - 1 | Huracán (IW)     | Onofre Pirrone       | 22 de octubre | 16:00 |
| Sporting     | 3 - 1 | Puerto Comercial | Enrique Mendizabal   | 23 de octubre | 15:00 |
| Olimpo       | 4 - 0 | Bella Vista      | Roberto N. Carminati | 24 de octubre | 16:00 |

| Huracán (IW) | 1 - 1 | Olimpo           | Luis Molina    | 29 de octubre | 13:00 |
| Bella Vista  | 3 - 3 | Liniers          | Manuel Manzano | 29 de octubre | 16:00 |
| Villa MItre  | 3 - 2 | Puerto Comercial | El Fortín      | 30 de octubre | 11:00 |
| Tiro Federal | 2 - 2 | Sporting         | Onofre Pirrone | 30 de octubre | 16:00 |

| Sporting         | 1 - 1 | Villa Mitre  | Enrique Mendizabal    | 12 de noviembre | 17:00 |
| Puerto Comercial | 1 - 1 | Bella Vista  | Club Puerto Comercial | 12 de noviembre | 17:00 |
| Liniers          | 2 - 0 | Huracán (IW) | Dr. Alejandro Perez   | 12 de noviembre | 17:00 |
| Olimpo           | 1 - 1 | Tiro Federal | Roberto N. Carminati  | 12 de noviembre | 17:00 |

| 1. 2. 3. 4. |

### Playoffs
|  | Semifinales        | Semifinales        | Semifinales        |         |              | Final           | Final           | Final           |  |
|  | 19-20 de diciembre | 19-20 de diciembre | 19-20 de diciembre |         |              | 27 de noviembre | 27 de noviembre | 27 de noviembre |  |
|  |                    |                    |                    |         |              |                 |                 |                 |  |
|  |                    |                    |                    |         |              |                 |                 |                 |  |
|  | Tiro Federal       | Tiro Federal       | 2                  |         |              |                 |                 |                 |  |
|  | Tiro Federal       | Tiro Federal       | 2                  |         |              |                 |                 |                 |  |
|  | Huracán (IW)       | Huracán (IW)       | 1                  |         |              |                 |                 |                 |  |
|  | Huracán (IW)       | Huracán (IW)       | 1                  |         | Tiro Federal | Tiro Federal    | 0               |                 |  |
|  |                    |                    |                    |         | Tiro Federal | Tiro Federal    | 0               |                 |  |
|  |                    |                    | Liniers            | Liniers | 2            |                 |                 |                 |  |
|  | Liniers            | Liniers            | Liniers            | Liniers | 2            | 1               |                 |                 |  |
|  | Liniers            | Liniers            |                    |         |              | 1               |                 |                 |  |
|  | Olimpo             | Olimpo             | 0                  |         |              |                 |                 |                 |  |
|  | Olimpo             | Olimpo             | 0                  |         |              |                 |                 |                 |  |
|  |                    |                    |                    |         |              |                 |                 |                 |  |

## Semifinales
Se enfrentaron los primeros 4 equipos mejores posicionados, según la tabla de ordenamiento (1 con 4 y 2 con 3). Los partidos se jugaron en la cancha de los 2 primeros. Los ganadores pasaron a la siguiente fase.
| Semifinales  | Semifinales | Semifinales  | Semifinales         | Semifinales     | Semifinales | Semifinales      |
| Local        | Resultado   | Visitante    | Estadio             | Fecha           | Hora        | Árbitro          |
| ------------ | ----------- | ------------ | ------------------- | --------------- | ----------- | ---------------- |
| Liniers      | 1 - 0       | Olimpo       | Dr. Alejandro Perez | 19 de noviembre | 20:00       | Gabriel Spinella |
| Tiro Federal | 2 - 1       | Huracán (IW) | Onofre Pirrone      | 20 de noviembre | 17:00       | Rubén Molina     |

## Final
La disputaron los ganadores de las semifinales. Se jugó en la cancha del mejor posicionado.
| Final                                       | Final     | Final     | Final          | Final           | Final | Final            |
| Local                                       | Resultado | Visitante | Estadio        | Fecha           | Hora  | Árbitro          |
| ------------------------------------------- | --------- | --------- | -------------- | --------------- | ----- | ---------------- |
| Tiro Federal                                | 0 - 2     | Liniers   | Onofre Pirrone | 27 de noviembre | 17:00 | Fernando Márquez |
| Liniers se consagra ganador de los Playoffs |           |           |                |                 |       |                  |

## Finalisima
Se jugó entre los mismos finalistas de los playoffs en cancha neutral. El ganador se quedó con el Torneo Clausura.
| 4 de diciembre, 17:00                            | Liniers                                                                    | 1:1 (0:0, 0:0) (t. s.) (4:3 p.) | Tiro Federal                                                                    | Estadio Manuel Manzano, Bahía Blanca |                                    |
|                                                  | Boris Herrera 93'                                                          |                                 | Manuel Adaro 96'                                                                | Árbitro(s): Juan Ignacio Nebbietti   | Árbitro(s): Juan Ignacio Nebbietti |
|                                                  |                                                                            | Tiros desde el punto penal      |                                                                                 |                                      |                                    |
|                                                  | Tomas Onorio · Mc Coubrey · Manuel Cutrín · Boris Herrera · Ivan Fernandez |                                 | Manuel Adaro · Diego Damiani · Manuel Coronel · Stefano Merigo · Santiago Lopez |                                      |                                    |
| Liniers se consagró campeón del Torneo Clausura. |                                                                            |                                 |                                                                                 |                                      |                                    |

## Final Anual
Se jugó entre el ganador del Torneo Apertura (Tiro Federal) y el Torneo Clausura (Liniers) a partido ida y vuelta, jugándose primero en la cancha del campeón del apertura y en la vuelta en la cancha del ganador del clausura. El ganador se quedó con el torneo de liga del sur 2022.

#### Partidos
| 11 de noviembre, 17:00 | Tiro Federal                              | 2:1 (1:1) | Liniers           | Estadio Onofre Pirrone, Bahía Blanca |                               |
|                        | Agustin Restiffo 33' · Santiago López 85' |           | Boris Herrera 26' | Árbitro(s): Sebastián Navarro        | Árbitro(s): Sebastián Navarro |

| 17 de noviembre, 20:30                                                    | Liniers           | 1:1 (1:0) (Global 2:3) | Tiro Federal       | Estadio Dr. Alejandro Perez, Bahía Blanca |                          |
|                                                                           | Ivan Fernandez 9' |                        | Santiago Lopez 13' | Árbitro(s): Marcos Gómez                  | Árbitro(s): Marcos Gómez |
| Tiro Federal se consagró campeón del Torneo Oficial Primera División 2022 |                   |                        |                    |                                           |                          |

### Torneo Promocional (Primera B)

#### Tabla de posiciones final
| Pos. | Equipo        | Pts. | PJ | PG | PE | PP | GF | GC | Dif. |
| ---- | ------------- | ---- | -- | -- | -- | -- | -- | -- | ---- |
| 1.º  | Libertad      | 31   | 12 | 10 | 1  | 1  | 24 | 10 | 14   |
| 2.º  | La Armonía    | 26   | 12 | 8  | 2  | 2  | 25 | 8  | 17   |
| 3.º  | San Francisco | 20   | 12 | 6  | 2  | 4  | 22 | 13 | 9    |
| 4.º  | Rosario PB    | 18   | 12 | 5  | 3  | 4  | 15 | 10 | 5    |
| 5.º  | Pacífico (C)  | 10   | 12 | 3  | 1  | 8  | 15 | 25 | −10  |
| 6.º  | Sansinena     | 8    | 12 | 2  | 2  | 8  | 11 | 24 | −13  |
| 7.º  | Pacífico (BB) | 7    | 12 | 2  | 1  | 9  | 5  | 27 | −22  |

|  | Clasifican a los Playoffs. |

###### Evolución de las Posiciones
| Equipo / Fecha | 1   | 2   | 3   | 4   | 5   | 6   | 7   | 8   | 9   | 10  | 11  | 12  | 13  | 14  |
| -------------- | --- | --- | --- | --- | --- | --- | --- | --- | --- | --- | --- | --- | --- | --- |
| La Armonía     | 1.° | 1.° | 1.° | 1.° | 1.° | 1.° | 2.° | 1.° | 2.° | 2.° | 2.° | 2.° | 2.° | 2.° |
| Libertad       | 3.° | 2.° | 2.° | 2.° | 2.° | 2.° | 1.° | 1.° | 1.° | 1.° | 1.° | 1.° | 1.° | 1.° |
| Pacifico (BB)  | 6.° | 7.° | 6.° | 6.° | 7.° | 6.° | 6.° | 6.° | 6.° | 6.° | 6.° | 6.° | 7.° | 7.° |
| Pacifico (C)   | 7.° | 6.° | 7.° | 6.° | 6.° | 7.° | 7.° | 7.° | 7.° | 7.° | 7.° | 7.° | 5.° | 5.° |
| Rosario PB     | 5.° | 4.° | 4.° | 4.° | 3.° | 3.° | 4.° | 5.° | 4.° | 4.° | 4.° | 4.° | 4.° | 4.° |
| Sansinena      | 2.° | 4.° | 5.° | 3.° | 3.° | 3.° | 5.° | 3.° | 5.° | 5.° | 5.° | 5.° | 6.° | 6.° |
| San Francisco  | -   | 3.° | 3.° | 4.° | 5.° | 5.° | 3.° | 4.° | 3.° | 3.° | 3.° | 3.° | 3.° | 3.° |

##### Resultados
| Rosario PB           | 0 - 2 | Libertad      | El Coloso de Cemento    | 16 de julio | 15:00 |
| Pacífico (C)         | 0 - 4 | La Armonía    | Carlos Alberto Angelini | 17 de julio | 15:00 |
| Sansinena            | 3 - 0 | Pacífico (BB) | Luis Molina             | 17 de julio | 15:00 |
| Libre: San Francisco |       |               |                         |             |       |

| Libertad            | 2 - 0 | Sansinena     | Manuel Manzano    | 23 de julio | 15:00 |
| La Armonía          | 1 - 0 | Rosario PB    | Hermanos Francani | 23 de julio | 15:00 |
| Pacífico (BB)       | 0 - 2 | San Francisco | Onofre Pirrone    | 24 de julio | 15:00 |
| Libre: Pacífico (C) |       |               |                   |             |       |

| La Armonía           | 4 - 0 | Sansinena    | Hermanos Francani    | 13 de agosto | 15:30 |
| San Francisco        | 0 - 1 | Libertad     | Gustavo Novoa        | 13 de agosto | 15:30 |
| Rosario PB           | 2 - 0 | Pacífico (C) | El Coloso de Cemento | 13 de agosto | 15:30 |
| Libre: Pacífico (BB) |       |              |                      |              |       |

| Sansinena         | 2 - 0 | Pacífico (C) | Luis Molina   | 27 de agosto | 16:00 |
| San Francisco     | 0 - 2 | La Armonía   | Gustavo Novoa | 27 de agosto | 16:00 |
| Pacífico (BB)     | 0 - 3 | Libertad     | Adolfo Pirola | 28 de agosto | 16:00 |
| Libre: Rosario PB |       |              |               |              |       |

| La Armonía      | 3 - 0 | Pacífico (BB) | Hermanos Francani       | 3 de septiembre | 16:00 |
| Rosario PB      | 1 - 1 | Sansinena     | El Coloso de Cemento    | 3 de septiembre | 16:00 |
| Pacífico (C)    | 1 - 1 | San Francisco | Carlos Alberto Angelini | 3 de septiembre | 16:00 |
| Libre: Libertad |       |               |                         |                 |       |

| Libertad         | 3 - 1 | La Armonía   | Manuel Manzano | 10 de septiembre | 16:00 |
| San Francisco    | 1 - 3 | Rosario PB   | Gustavo Novoa  | 10 de septiembre | 16:00 |
| Pacífico (BB)    | 2 - 1 | Pacífico (C) | Adolfo Pirola  | 11 de septiembre | 14:00 |
| Libre: Sansinena |       |              |                |                  |       |

| Pacífico (C)      | 2 - 3 | Libertad      | Carlos Alberto Angelini | 17 de septiembre | 13:00 |
| Rosario PB        | 0 - 1 | Pacífico (BB) | El Coloso de Cemento    | 17 de septiembre | 16:00 |
| Sansinena         | 0 - 3 | San Francisco | Luis Molina             | 17 de septiembre | 16:00 |
| Libre: La Armonía |       |               |                         |                  |       |

| La Armonía           | 1 - 2 | Pacífico (C) | Hermanos Francani | 24 de septiembre | 16:00 |
| Pacífico (BB)        | 0 - 0 | Sansinena    | Adolfo Pirola     | 25 de septiembre | 16:00 |
| Libertad             | 1 - 0 | Rosario PB   | Manuel Manzano    | 25 de septiembre | 16:00 |
| Libre: San Francisco |       |              |                   |                  |       |

| Sansinena           | 2 - 3 | Libertad      | Luis Molina          | 1 de octubre | 13:00 |
| San Francisco       | 3 - 1 | Pacífico (BB) | Gustavo Novoa        | 2 de octubre | 16:00 |
| Rosario PB          | 1 - 1 | La Armonía    | El Coloso de Cemento | 2 de octubre | 16:00 |
| Libre: Pacífico (C) |       |               |                      |              |       |

| Libertad             | 0 - 4 | San Francisco | Manuel Manzano          | 8 de octubre  | 16:00 |
| Pacífico (C)         | 0 - 2 | Rosario PB    | Carlos Alberto Angelini | 8 de octubre  | 16:00 |
| Sansinena            | 0 - 3 | La Armonía    | Luis Molina             | 10 de octubre | 16:00 |
| Libre: Pacífico (BB) |       |               |                         |               |       |

| Pacífico (C)      | 2 - 1 | Sansinena     | Carlos Alberto Angelini | 14 de octubre | 16:30 |
| La Armonía        | 3 - 2 | San Francisco | Hermanos Francani       | 15 de octubre | 15:00 |
| Libertad          | 2 - 0 | Pacífico (BB) | Manuel Manzano          | 15 de octubre | 15:00 |
| Libre: Rosario PB |       |               |                         |               |       |

| San Francisco   | 2 - 0 | Pacífico (C) | Gustavo Novoa | 22 de octubre | 11:00 |
| Sansinena       | 1 - 3 | Rosario PB   | Luis Molina   | 23 de octubre | 16:00 |
| Pacífico (BB)   | 0 - 2 | La Armonía   | Adolfo Pirola | 23 de octubre | 16:00 |
| Libre: Libertad |       |              |               |               |       |

| Pacífico (C)     | 6 - 1 | Pacífico (BB) | Carlos Alberto Angelini | 29 de octubre | 11:00 |
| La Armonía       | 0 - 0 | Libertad      | Hermanos Francani       | 29 de octubre | 16:00 |
| Rosario PB       | 1 - 1 | San Francisco | El Coloso de Cemento    | 30 de octubre | 16:00 |
| Libre: Sansinena |       |               |                         |               |       |

| Pacífico (BB)     | 0 - 2 | Rosario PB   | Adolfo Pirola  | 5 de noviembre | 16:00 |
| Libertad          | 4 - 1 | Pacífico (C) | Manuel Manzano | 5 de noviembre | 16:00 |
| San Francisco     | 3 - 1 | Sansinena    | Gustavo Novoa  | 5 de noviembre | 16:00 |
| Libre: La Armonía |       |              |                |                |       |

| 1. 2. |

### Playoffs
|  | Semifinales           | Semifinales           | Semifinales           |            |          | Final           | Final           | Final           |  |
|  | 19 al 20 de noviembre | 19 al 20 de noviembre | 19 al 20 de noviembre |            |          | 27 de noviembre | 27 de noviembre | 27 de noviembre |  |
|  |                       |                       |                       |            |          |                 |                 |                 |  |
|  |                       |                       |                       |            |          |                 |                 |                 |  |
|  | La Armonía            | La Armonía            | 2                     |            |          |                 |                 |                 |  |
|  | La Armonía            | La Armonía            | 2                     |            |          |                 |                 |                 |  |
|  | San Francisco         | San Francisco         | 0                     |            |          |                 |                 |                 |  |
|  | San Francisco         | San Francisco         | 0                     |            | Libertad | Libertad        | 0(2)            |                 |  |
|  |                       |                       |                       |            | Libertad | Libertad        | 0(2)            |                 |  |
|  |                       |                       | La Armonía            | La Armonía | 0(4)     |                 |                 |                 |  |
|  | Libertad              | Libertad              | La Armonía            | La Armonía | 0(4)     | 5               |                 |                 |  |
|  | Libertad              | Libertad              |                       |            |          | 5               |                 |                 |  |
|  | Rosario PB            | Rosario PB            | 0                     |            |          |                 |                 |                 |  |
|  | Rosario PB            | Rosario PB            | 0                     |            |          |                 |                 |                 |  |
|  |                       |                       |                       |            |          |                 |                 |                 |  |

## Semifinales
Se enfrentaron los primeros 4 equipos mejores posicionados , según la tabla de ordenamiento (1 con 4 y 2 con 3). Los partidos se jugaron en la cancha de los 2 primeros. Los ganadores pasaron a la siguiente fase.
| Semifinales | Semifinales | Semifinales   | Semifinales       | Semifinales     | Semifinales | Semifinales      |
| Local       | Resultado   | Visitante     | Estadio           | Fecha           | Hora        | Árbitro          |
| ----------- | ----------- | ------------- | ----------------- | --------------- | ----------- | ---------------- |
| La Armonía  | 2 - 0       | San Francisco | Hermanos Francani | 19 de noviembre | 17:00       | Pablo Leguizamón |
| Libertad    | 5 - 0       | Rosario PB    | Manuel Manzano    | 20 de noviembre | 17:00       | Juan Vega        |

## Final
La disputaron los ganadores de las semifinales. Se jugó en la cancha del mejor posicionado.
| Final                                          | Final         | Final      | Final          | Final           | Final | Final            |
| Local                                          | Resultado     | Visitante  | Estadio        | Fecha           | Hora  | Árbitro          |
| ---------------------------------------------- | ------------- | ---------- | -------------- | --------------- | ----- | ---------------- |
| Libertad                                       | (2) 0 - 0 (4) | La Armonía | Manuel Manzano | 27 de noviembre | 17:00 | Gabriel Spinella |
| La Armonía se consagró ganador de los Playoffs |               |            |                |                 |       |                  |

## Finalisima
Se jugó entre el primero de la tabla y el ganador de los Playoffs. La Armonía se quedó con el Clausura y ascendió directo al Torneo Oficial Primera A.
| 3 de diciembre, 21:00                                                                      | La Armonía                               | 2:1 (1:0) | Libertad           | Estadio Dr. Alejandro Pérez, Bahía Blanca |                               |
|                                                                                            | Maximiliano Vallejos 3' · David Vega 56' |           | Mauro Sabatini 46' | Árbitro(s): Leopoldo Gorosito             | Árbitro(s): Leopoldo Gorosito |
| La Armonía se consagró campeón del Torneo Clausura y ascendió al Torneo Primera División A |                                          |           |                    |                                           |                               |

## Tabla general de posiciones
Se confecciona con la sumatoria de puntos de los dos torneos de la temporada 2022: el torneo apertura y clausura. Se utilizó para el descenso y la promoción.

### Torneo Oficial Primera A
| Pos. | Equipo           | Pts. | PJ | PG | PE | PP | GF | GC | Dif. |
| ---- | ---------------- | ---- | -- | -- | -- | -- | -- | -- | ---- |
| 1.º  | Tiro Federal     | 52   | 28 | 14 | 10 | 4  | 34 | 28 | 6    |
| 2.º  | Sporting         | 38   | 28 | 10 | 8  | 10 | 41 | 33 | 8    |
| 3.º  | Huracán (IW)     | 38   | 28 | 10 | 8  | 10 | 41 | 38 | 3    |
| 4.º  | Olimpo           | 37   | 28 | 9  | 10 | 9  | 33 | 28 | 5    |
| 5.º  | Liniers          | 35   | 28 | 9  | 8  | 11 | 30 | 34 | −4   |
| 6.º  | Bella Vista      | 35   | 28 | 11 | 5  | 12 | 38 | 40 | −2   |
| 7.º  | Villa Mitre      | 33   | 28 | 8  | 9  | 11 | 28 | 34 | −6   |
| 8.º  | Puerto Comercial | 31   | 28 | 7  | 10 | 11 | 36 | 46 | −10  |

|  | Jugó una promoción contra el mejor de la tabla general del Torneo Promocional (Primera B). |
|  | Descendió al Torneo Promocional (Primera B).                                               |

| 1. |

### Torneo Promocional (Primera B)
| Pos. | Equipo        | Pts. | PJ | PG | PE | PP | GF | GC | Dif. |
| ---- | ------------- | ---- | -- | -- | -- | -- | -- | -- | ---- |
| 1.º  | Libertad      | 55   | 24 | 17 | 4  | 3  | 52 | 17 | 35   |
| 2.º  | La Armonía    | 51   | 24 | 15 | 6  | 3  | 44 | 18 | 26   |
| 4.º  | San Francisco | 34   | 24 | 9  | 7  | 8  | 38 | 31 | 7    |
| 3.º  | Sansinena     | 29   | 24 | 8  | 5  | 11 | 27 | 41 | −14  |
| 5.º  | Rosario PB    | 28   | 24 | 7  | 7  | 10 | 26 | 31 | −5   |
| 6.º  | Pacífico (C)  | 18   | 24 | 4  | 6  | 14 | 29 | 49 | −20  |
| 7.º  | Pacífico (BB) | 17   | 24 | 4  | 5  | 15 | 21 | 50 | −29  |

|  | Campeón, ascendió al Torneo Oficial Primera A                                             |
|  | Jugó una promoción con el antepenúltimo de la tabla general del Torneo Oficial Primera A. |

## Promoción
| Promoción                                  | Promoción | Promoción | Promoción | Promoción       | Promoción | Promoción    |
| Local                                      | Resultado | Visitante | Estadio   | Fecha           | Hora      | Árbitro      |
| ------------------------------------------ | --------- | --------- | --------- | --------------- | --------- | ------------ |
| Villa Mitre                                | 2 - 0     | Libertad  | El Fortín | 10 de diciembre | 17:00     | Kevin Bustos |
| Villa Mitre permaneció en Primera División |           |           |           |                 |           |              |

## Goleadores

### Torneo Oficial Primera A
| Jugador           | Equipo           | Goles |
| ----------------- | ---------------- | ----- |
| Agustin Grippaudo | Puerto Comercial | 14    |
| Leonel Navarro    | Huracán (IW)     | 11    |
| Brian Scalco      | Huracán (IW)     | 10    |
| Franco Altfater   | Tiro Federal     | 9     |
| Matías Mayer      | Bella Vista      | 9     |

### Torneo Promocional (Primera B)
| Jugador        | Equipo       | Goles |
| -------------- | ------------ | ----- |
| Mauro Sabatini | Libertad     | 22    |
| Julio Acosta   | La Armonía   | 14    |
| Mariano Orsi   | Libertad     | 12    |
| Gianni Ferrari | Pacífico (C) | 12    |
| Jonathan Arias | Libertad     | 7     |